# 毛利興元
毛利 興元（もうり おきもと）は、戦国時代の武将。安芸国の国人領主・毛利氏の当主で、吉田郡山城城主。守護大内氏の被官。父は毛利弘元で、弟に毛利元就、相合元綱、北就勝がいる。嫡男は毛利幸松丸。諱の「興」の字は大内義興の偏諱。

## 生涯

### 家督相続と元服
明応2年（1493年）、安芸国の国人領主・毛利氏の当主である毛利弘元の嫡男として生まれる。母は弘元の正室で毛利氏の重臣である福原広俊の娘。幼名は幸千代丸。
明応9年（1500年）3月、父・弘元がまだ8歳の興元に所領と家督を譲り、興元の弟である松寿丸（後の毛利元就）らを連れて多治比猿掛城に隠居したため、幼くして毛利氏の当主となった。当時、細川政元によって将軍の座を追われた足利義稙が大内義興によって周防国山口に迎え入れられたことで、応仁の乱で戦った大内氏と細川氏の対立が再燃し、大内氏と細川氏の双方から味方になるよう求められることが予想されたため、弘元は自ら隠居して幼い興元に家督を相続させることで、その圧力から逃れようとしたのではないかと考えられている。
文亀元年（1501年）に母が死去し、永正3年（1506年）1月には隠居しながらも実質的な当主であったと思われる父・弘元も33歳で死去したことで、名実ともに毛利氏当主となった興元は、大内義興に3ヶ条の起請文を提出して大内氏へ服属する態度を明確にした。それに対し大内義興は同年11月13日に興元へ書状を送り、毛利氏を粗略にしないことを約束した。さらに永正4年（1507年）11月6日には大内義興の加冠を受けて元服し､「興」の偏諱を与えられて、興元と名乗った。

### 上洛
興元の元服直後の永正4年（1507年）11月25日、大内義興が前将軍の足利義稙を奉じて上洛するために山口を進発すると、他の安芸国の国人たちと同様に興元も大内義興に従って上洛し、永正5年（1508年）6月に京都に入った。この上洛に伴う軍事費調達のために、興元は領内の郷村ごとの貫高を基準に課す浮役と、家臣の給地や寺領の田地を面積を基準に課す地下役を賦課している。
永正8年（1511年）8月24日の船岡山の戦いにおいて、大内義興は細川澄元と戦い勝利を収めている。この戦いで毛利氏家臣・国司有相が戦功を挙げて9月1日に興元から発給されたとされる感状の写しが『閥閲録』巻15「国司隼人」に収録されていることから興元も船岡山の戦いに参加していたと考えられていたが、国司有相への感状には文章表現に不自然な点があるため偽文書の可能性が指摘されており、『毛利家文書』などの史料群に船岡山の戦いにおける感状に相当する足利義稙の御内書や大内義興の書状が見当たらない点も指摘されている。また、船岡山の戦い直前の8月14日に大内義興は益田宗兼に対し、「芸石衆」（安芸・石見の国人）の一部が戦線離脱したことを伝え、戦後の12月23日にも「芸石衆」が和泉国堺に下向したと述べていることから、興元は船岡山の戦い以前に他の「芸石衆」と共に帰国していたと考えられている。

### 毛利家中の拡大
興元の代に毛利氏は、鎌倉時代の厳島神社領の地頭職の系譜を引いて安芸国の三篠川流域に自立的に割拠した中郡衆への影響力を強め、毛利家中への包摂が進んでいる。
興元の上洛と同時期である永正4年（1507年）12月3日に中郡衆の三田元親が興元に対し、かつて三田元親の父・三田元盛の忠節によって毛利氏から元親の弟・三田太郎三郎に給地として与えられた安芸国長屋村と高野の内の地を元親の子・三田小次郎が継承することについての起請文を提出しており、三田氏が事実上、興元に臣従することを意味するものと評価されている。
永正8年（1511年）10月、中郡衆の秋山親吉、井原元造、内藤元廉らが、興元が在京・在山口の役を務める際に10～26貫文の役銭を納めることを約束しているが、この「役銭」は興元が上洛の際に領内に課した浮役と同じものと考えられており、役銭を負担するのみで軍役を務める義務は負わなかったと考えられている。
また、この頃に代々毛利氏の執権の座にあった坂氏の坂下総守を解任し、坂氏の庶流にあたる志道広良を新たな執権に抜擢した。

### 芸備国人との連携
永正9年（1512年）3月3日、興元は同じく安芸国の有力国人である天野興次、天野元貞、平賀弘保、小早川弘平、阿曽沼弘秀、高橋元光、野間興勝、吉川元経と共に5ヶ条の契約を結んで安芸国人一揆を結成した。船岡山の戦い前に帰国した者に加えて、船岡山の戦いには参加した平賀弘保や小早川弘景らも参加しており、安芸国人のほとんどが参加する国人一揆となった。
同年10月18日、興元は小早川興平に起請文を送り、共同して備後国の国人である山内氏と木梨氏の紛争調停を行っている。毛利氏と山内氏は以前から婚姻関係を結んでおり、沼田小早川氏と木梨氏の間にも婚姻関係があったことから、毛利氏と山内氏、沼田小早川氏と木梨氏それぞれの信頼関係に基づいて、興元と小早川興平が調停者となって紛争解決が図られた。
さらに年不詳ながら、備後国北部（内郡）と南部（外郡）の国人の心変わり受け、備後国世羅郡にも所領を有する興元を中心として備後国中部（内郡）の国人である吉原通親、敷名亮秀、上山実広と契約を結び、団結を再確認した。また、娘婿の山内豊通を通じて、備後国南部の国人である高須元盛にも接触を図っている。以上のように興元が取り組んだ安芸・備後の国人領主との連携強化は、毛利元就にも引き継がれていく。

### 晩年
永正13年（1516年）に興元は近隣の国人との合戦を繰り返しており、1月から2月にかけての志和知長野城での宍戸元源・三吉致高との合戦に始まり、2月と5月に宍戸氏本領の甲立において宍戸元源と戦い、2月と7月には松尾要害において高橋氏と戦ったが、その直後の8月25日に陣中で病死。享年24。後に毛利元就が孫の輝元の飲酒量を控えさせるように輝元の母・尾崎局に送った書状によると、興元の死因は酒害であったと述べている。
毛利氏の家督は2歳の嫡男・幸松丸が継ぎ、弟の元就が後見人として支えた。興元の娘は山内豊通に嫁いだが先立たれ、小早川興景、行松正盛、杉原盛重と再嫁を繰り返した（ただし、行松正盛ではなく、山名理興から離反した重臣・杉原豊後守某に再嫁したとする説もある）。
興元が毛利氏当主を務めた十数年間で行った、大内氏への服属、毛利家中の拡大、安芸・備後両国の国人領主たちとの連携、毛利氏執権の坂下総守から志道広良への交代などは、結果的に元就の代の発展の基盤固めとなったと評価されている。